# Miniopterus magnater
Miniopterus magnater — вид ссавців родини довгокрилових.

## Проживання, поведінка
Країна поширення: Індонезія, Папуа Нова Гвінея. Був записаний від рівня моря до 2100 м над рівнем моря. Спочиває в печерах, часто з іншими видами кажанів. Мешкає в первинних і вторинних тропічних лісах, а також недалеко від людських поселень.

## Загрози та охорона
Загрози невідомі. Цей вид присутній в багатьох охоронних територіях.